# Megachile newberryae
Megachile newberryae är en biart som beskrevs av Cockerell 1900. Megachile newberryae ingår i släktet tapetserarbin, och familjen buksamlarbin. Inga underarter finns listade i Catalogue of Life.